# Steve Gotaas
Steve P. Gotaas (Kanada, Alberta, Camrose, 1965. május 10. –) profi jégkorongozó.

## Karrier
Junior karrierjét az 1983–1984-es szezonban kezdte a WHL-es Prince Albert Raidersben. Ebben a csapatban négy szezont játszott és 1985-ben a csapattal megnyerte a Memorial-kupát. Közben az 1985-ös NHL-drafton a Pittsburgh Penguins draftolta az ötödik kör 86. helyén. Az utolsó két idényében 100+ pontos szezonja volt a WHL-ben. 1987–1988-ban az IHL-es Muskegon Lumberjacksben játszotta a fél szezont majd a Pittsburgh Penguins felhívta az NHL-be. 1988–1989-ben a Muskegon Lumberjacksben és a Kalamazoo Wingsben játszott. Még ennek a szezonnak a végén a Minnesota North Starshoz került 12 NHL-es mérkőzésre. A következő két idényt a Kalamazoo Wingsben játszotta. 1991-ben egy mérkőzésre ismét felkerült a Minnesota North Starshoz. Mielőtt Európába került volna még egy szezont játszott a Kalamazoo Wingsben. Európában a német és az osztrák ligában játszott. Az 1993–1994-es szezonban játszott utoljára a Las Vegas Thunder színeiben

## Díjai
- Ed Chynoweth-kupa: 1985
- Memorial-kupa: 1985